# Чорна дрохва
Чорна дрохва (Afrotis) — рід птахів родини дрохвових (Otididae). Включає 2 види.

## Поширення
Представники роду поширені в Намібії, Ботсвані, ПАР та Лесото.

## Опис
Довжина тіла 50 см; вага 700 г.

## Види
- Дрохва чорна (Afrotis afra)
- Дрохва світлокрила (Afrotis afraoides)